# 第二次安倍內閣
第二次安倍内閣（日语：／ Dainiji Abe Naikaku */?）是日本安倍晋三就任第96任內閣總理大臣（首相）後，自2012年（平成24年）12月26日至2014年（平成26年）9月3日組成的內閣。為執政黨自民黨與友黨公明黨合作組成之聯合政府（自公連立政權）。

## 組閣經歷
在第46屆日本眾議院議員總選舉中，野田佳彥帶領的民主党當選席位從230席銳減僅餘57席。而安倍晋三領導的自由民主党取得超過半數席次的294席、联合获得31席的友黨公明黨取得了 2/3的絕對優勢，從野田手中取回政權、再次組成執政聯盟。在安倍被任命為第96代首相後，內閣名簿亦隨之公佈。
2014年2月24日，仍未有閣員更替，超越第1次佐藤第1次改造内閣的425日，成為日本戰後以來執政時間最久的內閣。同年9月3日實施內閣改組後，將在職日數更新至合計617日為止。

## 國務大臣
| 職名                                                                                | 姓名 | 姓名       | 所属                     | 特命事項等                                                                  | 備考                                          |
| ----------------------------------------------------------------------------------- | ---- | ---------- | ------------------------ | --------------------------------------------------------------------------- | --------------------------------------------- |
| 內閣總理大臣                                                                        |      | 安倍晋三   | 眾議院 自由民主黨 無派閥 |                                                                             | 第90代內閣總理大臣 第21代、25代自由民主黨總裁 |
| 副總理 財務大臣 內閣府特命擔當大臣 （金融擔當）                                     |      | 麻生太郎   | 眾議院 自由民主黨 麻生派 | 內閣總理大臣臨時代理就任第一順位（內閣法第九條） 通貨緊縮・日圓匯率對策擔當 | 第92代内閣總理大臣 第23代自由民主黨總裁       |
| 內閣官房長官                                                                        |      | 菅義偉     | 眾議院 自由民主黨 無派閥 | 國家安全保障強化擔當                                                        | 第99代內閣總理大臣 第26代自由民主黨總裁       |
| 總務大臣 內閣府特命擔當大臣 （地方分權改革擔當）                                    |      | 新藤義孝   | 眾議院 自由民主黨 額賀派 | 地域活性化擔當 道州制擔當                                                   |                                               |
| 法務大臣                                                                            |      | 谷垣禎一   | 眾議院 自由民主黨 谷垣派 |                                                                             | 第24代自由民主党總裁                          |
| 外務大臣                                                                            |      | 岸田文雄   | 眾議院 自由民主黨 岸田派 |                                                                             |                                               |
| 文部科学大臣                                                                        |      | 下村博文   | 眾議院 自由民主黨 町村派 | 教育再生擔當                                                                |                                               |
| 厚生勞動大臣                                                                        |      | 田村憲久   | 眾議院 自由民主黨 額賀派 |                                                                             |                                               |
| 農林水產大臣                                                                        |      | 林芳正     | 參議院 自由民主黨 岸田派 |                                                                             |                                               |
| 經濟產業大臣 內閣府特命擔當大臣 （原子能損害賠償支援機構擔當）                      |      | 茂木敏充   | 眾議院 自由民主黨 額賀派 | 産業競争力擔當 原子能經濟損失擔當                                           |                                               |
| 國土交通大臣                                                                        |      | 太田昭宏   | 眾議院 公明黨            |                                                                             |                                               |
| 環境大臣 內閣府特命擔當大臣 （原子能防災擔當）                                      |      | 石原伸晃   | 眾議院 自由民主黨 石原派 |                                                                             |                                               |
| 防衛大臣                                                                            |      | 小野寺五典 | 眾議院 自由民主黨 津島派 |                                                                             |                                               |
| 復興大臣                                                                            |      | 根本匠     | 眾議院 自由民主黨 岸田派 | 福島核事故資訊擔當                                                          |                                               |
| 國家公安委員會委員長 內閣府特命擔當大臣 （防災擔當）                                |      | 古屋圭司   | 眾議院 自由民主黨 無派閥 | 綁架問題擔當                                                                |                                               |
| 內閣府特命擔當大臣 （沖繩及北方對策擔當） （科学技術政策擔當） （宇宙政策擔當）     |      | 山本一太   | 參議院 自由民主黨 無派閥 | 海洋政策・領土問題擔當 資訊科技技術（IT）政策擔當                           |                                               |
| 內閣府特命擔當大臣 （少子化對策擔當） （消費者及食品安全擔當） （男女共同參畫擔當） |      | 森雅子     | 參議院 自由民主黨 町村派 | 女性活化・育子支援擔當                                                      |                                               |
| 內閣府特命擔當大臣 （經濟財政政策擔當）                                             |      | 甘利明     | 眾議院 自由民主黨 無派閥 | 經濟再生擔當 社会保障・税一体改革擔當 跨太平洋戰略經濟夥伴關係協議擔當      |                                               |
| 內閣府特命擔當大臣 （規制改革擔當）                                                 |      | 稻田朋美   | 眾議院 自由民主黨 無派閥 | 行政改革擔當 公務員制度改革擔當 酷日本戰略擔當 再挑戰擔當                   |                                               |

## 内閣官房副長官・内閣法制局長官
| 職名           | 氏名     | 所属党派                                |
| -------------- | -------- | --------------------------------------- |
| 内閣官房副長官 | 加藤勝信 | 众議院／自由民主党（額賀派）            |
| 内閣官房副長官 | 世耕弘成 | 参議院／自由民主党（町村派）            |
| 内閣官房副長官 | 杉田和博 | 原内閣危機管理監                        |
| 内閣法制局長官 | 山本庸幸 | 原内閣法制次長、自野田第3次改造内閣留任 |

- 2012年12月26日任命。

## 副大臣
| 職名                          | 氏名       | 所属党派           |
| ----------------------------- | ---------- | ------------------ |
| 復興副大臣                    | 谷公一     | 眾議院／自由民主党 |
| 復興副大臣 兼内閣府副大臣     | 濱田昌良   | 参議院／公明党     |
| 内閣府副大臣                  | 西村康稔   | 眾議院／自由民主党 |
| 内閣府副大臣                  | 伊達忠一   | 参議院／自由民主党 |
| 内閣府副大臣 兼復興副大臣     | 寺田稔     | 眾議院／自由民主党 |
| 總務副大臣                    | 柴山昌彦   | 眾議院／自由民主党 |
| 總務副大臣 兼内閣府副大臣     | 坂本哲志   | 眾議院／自由民主党 |
| 法務副大臣                    | 後藤茂之   | 眾議院／自由民主党 |
| 外務副大臣                    | 鈴木俊一   | 眾議院／自由民主党 |
| 外務副大臣                    | 松山政司   | 参議院／自由民主党 |
| 財務副大臣                    | 小淵優子   | 眾議院／自由民主党 |
| 財務副大臣                    | 山口俊一   | 眾議院／自由民主党 |
| 文部科学副大臣                | 谷川弥一   | 眾議院／自由民主党 |
| 文部科学副大臣                | 福井照     | 眾議院／自由民主党 |
| 厚生勞動副大臣                | 桝屋敬悟   | 眾議院／公明党     |
| 厚生勞動副大臣                | 秋葉賢也   | 眾議院／自由民主党 |
| 農林水産副大臣                | 江藤拓     | 眾議院／自由民主党 |
| 農林水産副大臣                | 加治屋義人 | 眾議院／自由民主党 |
| 經濟産業副大臣                | 菅原一秀   | 眾議院／自由民主党 |
| 經濟産業副大臣 兼内閣府副大臣 | 赤羽一嘉   | 眾議院／公明党     |
| 国土交通副大臣                | 梶山弘志   | 眾議院／自由民主党 |
| 国土交通副大臣                | 鶴保庸介   | 参議院／自由民主党 |
| 環境副大臣                    | 田中和德   | 眾議院／自由民主党 |
| 環境副大臣 兼内閣府副大臣     | 井上信治   | 眾議院／自由民主党 |
| 防衛副大臣                    | 江渡聰德   | 眾議院／自由民主党 |

## 内閣總理大臣補佐官
| 職名                                                  | 氏名       | 所属党派              |
| ----------------------------------------------------- | ---------- | --------------------- |
| 内閣總理大臣補佐官 （家庭居民納稅担当）               | 木村太郎   | 众議院 自由民主党     |
| 内閣總理大臣補佐官 （国家安全保障会議及選舉制度担当） | 礒崎陽輔   | 参議院 自由民主党     |
| 内閣總理大臣補佐官 （国政重要課題担当）               | 衛藤晟一   | 参議院 自由民主党     |
| 内閣總理大臣補佐官 （政策企画担当）                   | 長谷川榮一 | 民間 原中小企業廳長官 |

- 2012年12月26日任命。

## 大臣政務官
| 職名                                  | 氏名         | 所属党派           |
| ------------------------------------- | ------------ | ------------------ |
| 内閣府大臣政務官                      | 山際大志郎   | 眾議院／自由民主党 |
| 内閣府大臣政務官 兼復興大臣政務官     | 龜岡偉民     | 眾議院／自由民主党 |
| 内閣府大臣政務官 兼復興大臣政務官     | 島尻安伊子   | 参議院／自由民主党 |
| 總務大臣政務官                        | 橘慶一郎     | 眾議院／自由民主党 |
| 總務大臣政務官                        | 片山皐月     | 参議院／自由民主党 |
| 總務大臣政務官 兼内閣府大臣政務官     | 北村茂男     | 眾議院／自由民主党 |
| 法務大臣政務官                        | 盛山正仁     | 眾議院／自由民主党 |
| 外務大臣政務官                        | 阿部俊子     | 眾議院／自由民主党 |
| 外務大臣政務官                        | 城内實       | 眾議院／自由民主党 |
| 外務大臣政務官                        | 若林健太     | 参議院／自由民主党 |
| 財務大臣政務官                        | 伊東良孝     | 眾議院／自由民主党 |
| 財務大臣政務官                        | 竹内讓       | 眾議院／公明党     |
| 文部科学大臣政務官                    | 丹羽秀樹     | 眾議院／自由民主党 |
| 文部科学大臣政務官                    | 義家弘介     | 眾議院／自由民主党 |
| 厚生勞動大臣政務官                    | 渡嘉敷奈緒美 | 眾議院／自由民主党 |
| 厚生勞動大臣政務官                    | 丸川珠代     | 参議院／自由民主党 |
| 農林水產大臣政務官                    | 稻津久       | 眾議院／公明党     |
| 農林水產大臣政務官 兼復興大臣政務官   | 長島忠美     | 眾議院／自由民主党 |
| 經濟産業大臣政務官                    | 佐藤由香里   | 参議院／自由民主党 |
| 經濟産業大臣政務官 兼内閣府大臣政務官 | 平将明       | 眾議院／自由民主党 |
| 国土交通大臣政務官                    | 赤澤亮正     | 眾議院／自由民主党 |
| 国土交通大臣政務官                    | 松下新平     | 参議院／自由民主党 |
| 国土交通大臣政務官 兼復興大臣政務官   | 德田毅       | 眾議院／自由民主党 |
| 環境大臣政務官                        | 齋藤健       | 眾議院／自由民主党 |
| 環境大臣政務官 兼内閣府大臣政務官     | 秋野公造     | 参議院／公明党     |
| 防衛大臣政務官                        | 左藤章       | 眾議院／自由民主党 |
| 防衛大臣政務官 兼内閣府大臣政務官     | 佐藤正久     | 参議院／自由民主党 |

## 相關參見
- 日本經濟再生本部

## 腳註及參考
1. ↑  . 產經新聞. 2012-12-26T1611+09  JST  [2012-12-26]. （原始内容存档于2012-12-26） （日语）.
2. ↑  . 讀賣新聞. 2012-12-26T1728+09  JST. （原始内容存档于2012-12-26） （日语）.
3. ↑  . Yahoo!みんなの政治. 2012-12-26T1831+09  JST. （原始内容存档于2012-11-02） （日语）.
4. ↑  . FNN（經協会帝国放送）. 2012-12-26T1842+9 JST  [2012-12-26]. （原始内容 (Youtube 視像)存档于2020-06-15） （日语）.
5. ↑  首相、閉会後改造へ　集団的自衛権シフトへ党掌握がカギ （页面存档备份，存于）産経新聞 2014年3月1日